# إطار كونمينغ-مونتريال العالمي للتنوع البيولوجي
إطار كونمينغ-مونتريال العالمي للتنوع البيولوجي (GBF) هو مُخرج مؤتمر الأمم المتحدة للتنوع البيولوجي لعام 2022. وكان عنوانه المبدئي هو "الإطار العالمي للتنوع البيولوجي لما بعد عام 2020". اعتُمد GBF من قبل المؤتمر الخامس عشر لأطراف (COP15) لاتفاقية التنوع البيولوجي في 19 ديسمبر 2022. وقد رُوج لها على أنها " اتفاقية باريس للطبيعة".
سُميَ الإطار على اسم مدينتين، كونمينغ، التي كان من المقرر أن تكون المدينة المضيفة لـ COP15 في أكتوبر 2020، لكنها أُجلت وتُنازل عن استضافتها لاحقًا بسبب تدابير فيروس كورونا في الصين،ومونتريال، وهي مقر اتفاقية التنوع البيولوجي. وتدخلت الأمانة العامة لاستضافة COP15 بعد إلغاء كونمينغ.
تحتوي GBF على 4 أهداف عالمية ("أهداف كونمينغ-مونتريال العالمية لعام 2050") و 23 هدفًا ("أهداف كونمينغ-مونتريال 2030 العالمية"). يشار إلى "الهدف 3" بشكل خاص على أنه هدف " 30 في 30 ". ويخلف الخطة الاستراتيجية للتنوع البيولوجي 2011-2020 (بما في ذلك أهداف أيشي للتنوع البيولوجي).

## أنظر أيضا
- اتفاقية باريس

## روابط خارجية
- المؤتمر الخامس عشر للأطراف (COP15) لاتفاقية التنوع البيولوجي (CBD) الوثائق الرسمية
- موقع ويب كونمينغ-مونتريال للإطار العالمي للتنوع البيولوجي